# Final Destination 5
Final Destination 5 is een Amerikaanse horrorfilm uit 2011 onder regie van Steven Quale. Het is het vijfde deel uit een reeks die in 2000 begon met Final Destination. Voor Quale was het zijn eerste bijdrage aan de filmserie, nadat eerder zowel James Wong (het origineel en Final Destination 3) als David R. Ellis (Final Destination 2 en The Final Destination) twee van de delen regisseerden.
Final Destination 5 draaide vanaf 25 augustus 2011 in de bioscopen en bestaat zowel in een reguliere als in een 3D-versie. Het verhaal van de film speelt zich af vóór dat van de eerste Final Destination en is dus een prequel.

## Verhaal
Sam Lawton denkt zijn vrienden te zien sterven wanneer een brug waar zij op rijden instort. Dit blijkt alleen een visioen, in werkelijkheid bevindt hij zich met zijn reisgenoten nog enkele momenten vóór de instorting. Bang trekt Sam zijn vriendin Molly met zich mee de bus uit, waarop de anderen in het gezelschap hem achternagaan. Ze denken dat hij gek geworden is omdat hij zegt dat de brug gaat instorten, tot dit vlak achter hen daadwerkelijk gebeurt. Door zijn actie overleeft de groep een dodelijk ongeval, waarvan ze eigenlijk eveneens deel uit hoorde te maken.
Het overleven van Sam en zijn reisgenoten wijkt af van het lot dat de Dood voor ze in petto had. De onzichtbare natuurkracht gaat hier dan ook niet mee akkoord. Om de plooien in zijn plan recht te strijken, grijpt de Dood daarom elke mogelijkheid aan om de overlevenden alsnog dodelijke ongevallen te laten overkomen. De lijkschouwer die ook in Final Destination 1 en 2 voorkwam, wijst niettemin op een mogelijke manier om hieraan te ontsnappen. Wie zelf iemand ombrengt die niet op het punt stond te sterven, bezorgt de dood daarmee een plaatsvervanger, waardoor die diens eigen leven spaart.

### Het eerste slachtoffer: Candice Hooper
Candice is de eerste die in Sams visioen sterft, doordat ze door de scherpe punt van een bootje doorboord wordt. Het bootje voer op het moment van het ongeluk onder de brug door. Maar Candice stapte uit de bus op het moment dat het ongeluk plaatsvond, dus overleefde zij de ramp.
Candice had een training voor de kampioenschappen turnen. Ze had een slecht gevoel en wilde eerst niet trainen, maar haar vriendje Peter Friedkin haalt haar uiteindelijk over wel te trainen. Als ze gebruikelijk haar elastieken bandjes draait (want dat brengt haar geluk), breekt haar rechter bandje af. Ze voelt zich al minder goed maar gaat toch trainen. Ze begint met balanceren. Door een probleem met de ventilatie komt er een schroef op de balk, hier stapt ze echter niet op. Dan gaat ze op de rekstok trainen. Terwijl ze draait, draait een andere schroef langzaam mee. Een ander meisje stapt echter wel op de schroef die op de balk ligt en stoot tegen een bak met magnesiumpoeder. Het witte poeder wordt weggeblazen door een ventilator en komt in Candice' gezicht. Ze valt op de grond met een gebroken rug en sterft.

### Het tweede slachtoffer: Isaac Palmer
Isaac is de tweede die sterft in Sams visioen, doordat hij nog in de bus zit als hij neerstort in het water. Op het moment van de ramp stapt hij op tijd uit de bus waardoor hij het overleeft.
Isaac gaat naar een Chinese spa. Hier krijgt hij een massage en wordt hij behandeld met acupunctuur. De masseuse zegt hem 30 minuten te slapen. Maar er valt een stukje wierook op de handdoek met ontsmettingsalcohol en deze komt in brand te staan. Isaac raakt in paniek en begint te draaien, hierdoor valt hij van de massagetafel af. Hij is nog niet dood, maar de naalden zijn wel dieper in zijn lichaam gaan zitten. Het vuur komt dichterbij en Isaac schrikt zo dat hij tegen een paar schappen botst en op de grond valt. Uiteindelijk wordt hij gedood door een vallend beeld, dat terechtkomt op zijn hoofd.

### Het derde slachtoffer: Olivia Castle
Olivia gaat dood na een oogoperatie waarbij ze haar ogen wil laten laseren. Maar terwijl dat gebeurt, komt de rest erachter dat ze het zou kunnen overleven door iemand anders dood te laten gaan in hun plaats. Ze willen Olivia waarschuwen maar die ligt al op de tafel. Wanneer de dokter de kamer verlaat om ontbrekende informatie over Olivia te halen vindt er een kortsluiting plaats. De kracht van de laser loopt op waardoor er in Olivia's oog wordt gesneden. Ze staat snel op, struikelt en valt door het venster naar beneden. Ze komt terecht op een geparkeerde auto en sterft.

### Het vierde slachtoffer: Roy Carlson
Roy is een van de werknemers van Nathan. Terwijl Nathan en Roy ruzie maken, ziet Nathan al een ongeluk aankomen. Hij vertelt Roy aan de kant te gaan, maar hij wil niet luisteren en maakt verder ruzie. Hierbij wisselen de twee van plaats. Een haak achter hen schiet los en doorbreekt de metalen stelling waar ze beiden opstaan. Roy valt naar beneden en de onderkant van zijn kin wordt doorboord door de haak.

### Het vijfde slachtoffer: Dennis Lapman
Molly, Sam en Peter komen langs bij Nathan om vragen te stellen over het ongeluk. Dennis komt op dat moment aangelopen om meer te weten te komen. Hij wordt echter doorboord door een sleutel die afgevuurd wordt door een draaiende bandschuurmachine.

### Het zesde slachtoffer: agent Jim Block
Op het werk voorkomt Sam verschillende ongelukken. Maar op het "lijstje" was Peter eigenlijk degene die voor hem dood ging. Tijdens een etentje van Sam en Molly komt hij binnen. Hij heeft een pistool en wil Molly doodschieten, om zelf te kunnen overleven. Het mislukt echter. Als agent Jim Block, die de vrienden al de hele tijd volgt, binnenkomt en aan de verstopte Molly vraagt of alles goed is, wil zij hem waarschuwen voor Peter die een pistool heeft. In het midden van haar zin wordt de agent doodgeschoten. Peter heeft het leven van agent Block genomen.

### Het zevende slachtoffer: Peter Friedkin
Als Molly Peter vraagt om weg te gaan omdat hij zijn doel heeft bereikt, vertelt hij haar dat hij haar ook wil doden. Ze is namelijk getuige van een moord en hij wil niet de rest van zijn leven in de gevangenis zitten. Op het moment dat Peter op het punt staat Molly te vermoorden, komt Sam en begint er een gevecht. Peters pistool valt en komt terecht naast het brandend kookfornuis. Langzaamaan wordt het pistool heet. Sam doodt Peter. Molly vraagt Sam of hij nu Peters leven heeft. Het verhitte pistool gaat af, en mist de twee op een haar na. Dat is het bewijs dat Sam nu Peters leven heeft.

### Het achtste en negende slachtoffer: Molly Harper en Sam Lawton
Sam gaat voor zijn stage naar Parijs en Molly gaat met hem mee. Als ze aan boord van hun vlucht, Volée Airlines Flight 180, komen, is er een ruzie gaande. Een aantal mensen stappen het vliegtuig uit. Als Sam muziek wil luisteren hoort hij het liedje Dust in the Wind van Kansas. Hetzelfde liedje dat de radio afspeelde tijdens het ongeluk op de brug. Snel zet hij zijn koptelefoon af. Maar het vliegtuig is aan het opstijgen. Een passagier vraagt aan de stewardess wat er aan de hand was met degenen die van boord gingen. De stewardess vertelt haar dat de jongen een visioen had. Sam krijgt een voorgevoel, maar vlak daarna begint het vliegtuig te branden. Het vliegtuig breekt open en Molly vliegt uit het vliegtuig. Ze wordt gedood doordat ze tegen de vleugel aanvliegt. Vlak daarna verbrandt Sam levend. Dit was de ramp uit de eerste film.

### Het tiende slachtoffer: Nathan Sears
Tijdens het ongeluk is Nathan in een bar aan het drinken. Hij krijgt daar van een collega van Roy te horen dat Roy een bloedprop in zijn hersenen had die elk moment uit kon barsten en hem kon doden, hij kon dus elk moment sterven. Daarna stort er een stuk van het vliegtuig in het gebouw, recht op Nathans plaats. Nathan overleeft de klap niet.

## Rolverdeling
| Acteur            | Personage         | Opmerkingen  |
| ----------------- | ----------------- | ------------ |
| Nicholas D'Agosto | Sam Lawton        |              |
| Jacqueline Wood   | Olivia Castle     |              |
| Miles Fisher      | Peter Friedkin    |              |
| Emma Bell         | Molly Harper      |              |
| Ellen Wroe        | Candice Hooper    |              |
| P.J. Byrne        | Isaac Palmer      |              |
| David Koechner    | Dennis Lapman     |              |
| Arlen Escarpeta   | Nathan Sears      |              |
| Courtney B. Vance | Jim Block         | Politieagent |
| Brent Stait       | Roy Carlson       |              |
| Tony Todd         | William Bludworth | Lijkschouwer |

## Ontvangst
Final Destination 5 werd uitgebracht op 10 augustus 2011 en werd door het publiek gemengd ontvangen. Op Rotten Tomatoes heeft de film een score van 62% op basis van 137 beoordelingen. Metacritic komt op een score van 50/100, gebaseerd op 24 beoordelingen.

## Aftiteling
De aftiteling van Final Destination 5 bevat een montage van een aanzienlijke hoeveelheid sterfscènes uit de eerdere delen van de reeks.